# Tachina nigrifera
Tachina nigrifera là một loài ruồi trong họ Tachinidae.